# 品田雄吉
品田 雄吉（しなだ ゆうきち、1930年2月3日 - 2014年12月13日）は、日本の映画評論家。

## 経歴

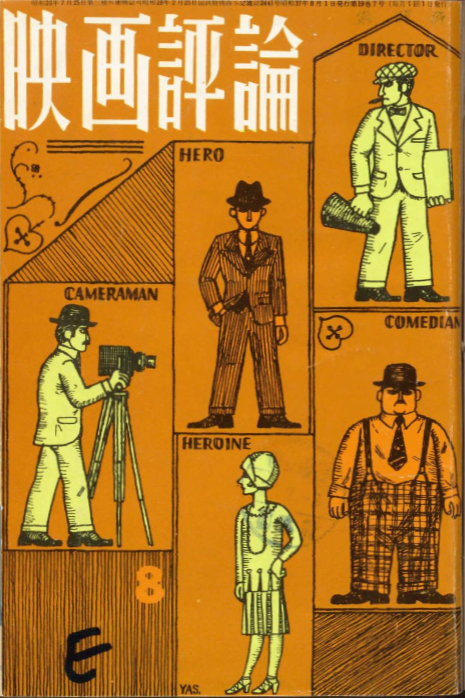
品田が編集長を務めていた頃の『映画評論』。1962年8月号の表紙。

北海道留萌管内遠別町生まれ。仏文学者で早稲田大学名誉教授の品田三和一良（品田一良）は実兄。北海道札幌西高等学校、北海道大学法文学部国文学科卒業。
北海道大学在学中に『キネマ旬報』編集部の荻昌弘に見出され、同誌の懸賞論文に入選。このことから1953年の大学卒業後にキネマ旬報社に入社して『キネマ旬報』編集部配属となり、1955年まで在籍。後に『映画旬刊』と『映画評論』の編集部に在籍。1965年にフリーとなり映画評論家として活動を始めた。
1989年から多摩美術大学教授、のち名誉教授。
日本芸術文化振興会運営委員・映画部会長、独立行政法人国立美術館運営委員、ゆうばり国際ファンタスティック映画祭顧問、ゆうばり応援映画祭実行委員長、川喜多記念映画文化財団理事、最北シネマ株式会社特別顧問、日本映画製作者連盟理事を歴任した。
妻は映画評論家、ドキュメンタリー映画監督の田中千世子。
2014年12月13日、肺がんの為に死去。84歳没。没後、山路ふみ子文化財団特別賞と第28回日刊スポーツ映画大賞・石原裕次郎賞・特別功労賞が贈られた。

## 主な活動履歴
- 多摩美術大学教授（1989年 - 2000年3月）
- 第4回 東京国際映画祭 インターナショナル・コンペティション部門 審査員（1991年）
- 第42回 優秀外国映画輸入配給賞 審査委員長（2003年）
- 第60回 毎日映画コンクール 審査員（2005年）
- 第17回 東京国際映画祭 黒澤明賞 審査員（2004年）
- 第18回 東京国際映画祭 黒澤明賞 審査委員長（2005年）
- 第19回 東京国際映画祭 黒澤明賞 審査委員長（2006年）
- 第20回 東京国際映画祭 黒澤明賞 審査委員長（2007年）
- 第24回 東京国際映画祭 TOYOTA Earth Grand Prix 審査員（2011年）

## 著書

### 単著
- 『監督のいる風景』（日本アートシアターギルド、1986年）
- 『銀幕の恋人たち』（ミリオン書房、1988年）
- 『シネマの記憶から 名優・名監督と映画評論家の五十年』（角川マガジンズ、2008年）

### その他
- 『ヒチコック流殺人手口分析』（雑誌『スクリーン』1960年12月号）
- 『悲しきインディアン』（ドナルド・ホーニグ著、1960年、翻訳）
- 『ビデオで観る100本の邦画』（PHP研究所、1992年、監修）
- 『気分は、ラストシーン 映画の終わり、人生の始まり』（フットワーク出版、1992年、監修）
- 『KADOKAWA世界名作シネマ全集』（全24巻、角川書店、2005年 - 2007年、原正人と共同監修）

書評については外部リンク「海外ミステリ総合データベース」を参照。